# Kubilay Toptaş
Kubilay Toptaş (* 3. Dezember 1972 in Kars) ist ein ehemaliger türkischer Fußballspieler. Er spielte im offensiven Mittelfeld oder im Sturm. 

## Karriere
Aufgewachsen in Deutschland und groß geworden am Niederrhein in der Jugendabteilung des 1. FC Bocholt, spielte Toptaş von 1993 bis 2000 insgesamt sieben Jahre in der türkischen Süper Lig, unter anderen für Gaziantepspor, Dardanelspor, Fenerbahçe Istanbul, Göztepe Izmir und Vanspor. Für Dardanelspor erzielte er in der Saison 1996/97 zwölf Tore und gehört damit neben Magid Musisi noch zu den besten Süper-Lig-Torschützen der Vereinsgeschichte.